# Заурбеков, Апти Магомедович
Апти Магомедович Заурбеков (род. Чечня) — российский дзюдоист, бронзовый призёр первенства России среди кадетов 2014 года, бронзовый призёр розыгрыша Кубка России 2019 года, победитель и призёр всероссийских турниров.
28 августа 2020 года ему было присвоено звание мастер спорта России.
Чеченец. Выступает в лёгкой весовой категории (до 73 кг).

## Спортивные соревнования
- Первенство России по дзюдо среди кадетов 2014 — ;
- Кубок России по дзюдо 2019 — ;
- Чемпионат ВФСО «Динамо» — [3];
- Мемориал атамана Недвигина 2022 — [2];